# Claude Piéplu
Claude Piéplu, né le 9 mai 1923 à Paris dans le 14e arrondissement et mort le 24 mai 2006 à Paris dans le 16e arrondissement, est un acteur français.
Adepte de l'humour aérien et pince-sans-rire, il se distingue au théâtre et au cinéma et, pour le grand public, reste dans les mémoires comme le narrateur de la série d'animation Les Shadoks, ou l'« homme aux clefs d'or » de la série télévisée humoristique Palace.

## Biographie

### Jeunesse
Fils de Georges Piéplu, cuisinier, et de Léonie Burlet, giletière, Claude Piéplu est engagé à quinze ans comme grouillot à la banque Vernes, où il s'amuse à observer et à imiter le personnel de l'établissement.

### Carrière

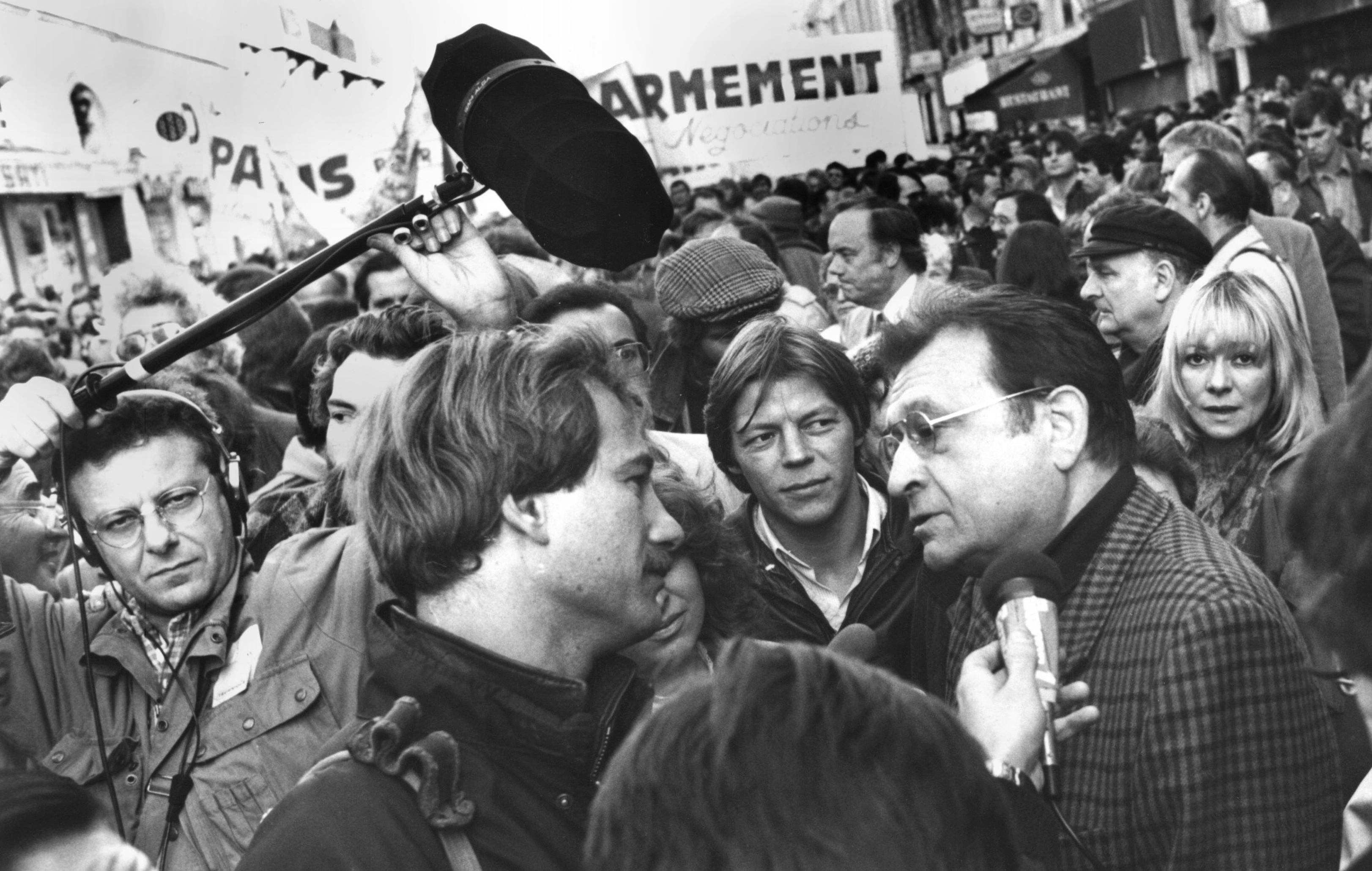
Claude Piéplu en 1983, interviewé au cours une manifestation à Paris pour la paix et le désarmement.

Découvrant le théâtre à la Comédie-Française, Claude Piéplu s'inscrit aux cours de Maurice Escande. Engagé en 1944 au théâtre des Mathurins, il joue aux côtés de Gérard Philipe et Maria Casarès. Il échoue par deux fois au concours du conservatoire de Paris. Il entre alors dans la compagnie Jacques Fabbri, qui monte, entre autres, Misère et Noblesse, Le Bon Numéro, La Jument du roi, Les Joyeuses Commères de Windsor, La Folie Rostanov… Il jouera par la suite dans près de 175 pièces de théâtre.
Son premier rôle au cinéma est dans D'homme à hommes en 1948. On le voit ensuite dans une quarantaine de films, notamment aux côtés de l'acteur Louis de Funès, imposant son phrasé reconnaissable entre tous, son port distingué et son humour pince-sans-rire. Il tourne avec Costa-Gavras, Claude Chabrol, Luis Buñuel, Henri-Georges Clouzot, Julien Duvivier… Il s'illustre notamment dans les films La Bourse et la Vie de Jean-Pierre Mocky, La Meilleure Façon de marcher (1975) de Claude Miller, Les Noces rouges (1972) de Claude Chabrol, Le Charme discret de la bourgeoisie de Luis Buñuel la même année, voire La Galette du roi (1986) de Jean-Michel Ribes. Il dit se sentir à l'aise dans « l'expression aérienne et distanciée de l'humour ».
Manifestant une curiosité sans bornes, fasciné par la création nouvelle, Claude Piéplu avait décidé, dès 1975, de laisser de côté les auteurs classiques pour se consacrer exclusivement aux modernes. Il joue notamment dans une pièce d'Harold Pinter sous la direction de Claude Régy. Il est aussi appelé par Gabriel Garran. De nouveau avec Jean-Michel Ribes, il participe à l'aventure de la série télévisée Palace qui donne à entendre, au théâtre du Rond-Point, des textes insolites et drôles de Claude Bourgeyx et Roland Dubillard.

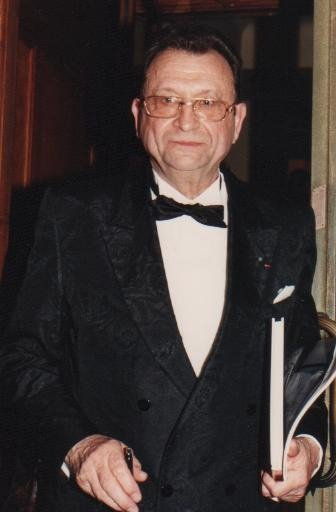
Claude Piéplu en 1991, lors de la 16e cérémonie des César.

En 1999, il tourne son dernier film, à savoir Astérix et Obélix contre César, la première adaptation en prise de vues réelles d'Astérix, tournage qui marque également l'un des derniers films de Claude Zidi qui lui offre le rôle de Panoramix, le druide du village gaulois,. Le film, porté par les ténors Christian Clavier et Gérard Depardieu, connait un important succès grâce à ses 9 000 000 d'entrées en France qui fait de lui le film le plus vu dans les salles de cinéma en France en 1999. Obtenant un résultat mondial de 24 000 000 d'entrées, il s'agit avec Le Fabuleux Destin d'Amélie Poulain (2001), La Marche de l'empereur (2004) ou encore Intouchables (2011), d'un des films français en langue française les plus vus à l'international,.
Collectionneur, militant du théâtre vivant, favorable au désarmement nucléaire, il est membre du comité de parrainage de la Coordination française pour la Décennie de la culture de paix et de non-violence, également membre du Conseil mondial de la paix.

### Mort
Claude Piéplu meurt le 24 mai 2006 à l'âge de quatre-vingt-trois ans, des suites d'une longue maladie. Il repose au sein de la 84e division du cimetière parisien de Bagneux, dans les Hauts-de-Seine. Il avait épousé Fernande Robert (1917-2016).

## Théâtre
- 1945 : Tartuffe de Molière, mise en scène Marcel Herrand, théâtre des Mathurins
- 1945 : À l'approche d'un soir du monde de Fabien Reignier, mise en scène Maurice Escande et Jacques-Henri Duval, théâtre Saint-Georges
- 1946 : Doris de Marcel Thiébaut, mise en scène Pierre Bertin, théâtre Saint-Georges
- 1946 : Fédérico de Prosper Mérimée
- 1946 : Hamlet de William Shakespeare, mise en scène Jean-Louis Barrault, théâtre Marigny
- 1947 : Le Procès d'après Franz Kafka, mise en scène Jean-Louis Barrault, théâtre Marigny
- 1950 : Poof d'Armand Salacrou, mise en scène Yves Robert, théâtre Édouard VII
- 1951 : Le Soulier de satin de Paul Claudel, mise en scène Jean-Louis Barrault, théâtre des Célestins
- 1952 : Antoine et Cléopâtre de William Shakespeare, mise en scène Jean-Louis Barrault, théâtre des Célestins
- 1956 : L'Impromptu de l'Alma d'Eugène Ionesco, mise en scène Maurice Jacquemont, studio des Champs-Élysées
- 1956 : Misère et Noblesse d'Eduardo Scarpetta, mise en scène Jacques Fabbri, théâtre de l'Alliance française
- 1958 : Lope de Vega de Claude Santelli, mise en scène Jacques Fabbri, théâtre de la Renaissance
- 1959 : Sergent je vous aime d'Ira Levin, mise en scène Jacques Fabbri, théâtre Sarah-Bernhardt
- 1959 : La Jument du roi de Jean Canolle, mise en scène Jacques Fabbri, théâtre de Paris
- 1960 : Une demande en mariage de Simone Dubreuilh, mise en scène Michel de Ré, théâtre de l'Alliance française
- 1961 : Brouhaha de George Tabori, mise en scène Jacques Fabbri, théâtre de la Renaissance
- 1962 : Les Joyeuses Commères de Windsor de William Shakespeare, mise en scène Guy Lauzin, théâtre de l'Ambigu
- 1962 : La Venus de Milo, pièce en six tableaux de Jacques Deval, mise en scène Pierre Mondy, Théâtre du Gymnase
- 1962 : Les Caprices de Marianne d'Alfred de Musset, mise en scène Jean-Laurent Cochet, théâtre de l'Ambigu
- 1962 : La Folie Rostanov d'Yves Gasc, mise en scène Maurice Guillaud, théâtre Montansier
- 1963 : La Dame ne brûlera pas de Christopher Fry, mise en scène Pierre Franck, théâtre de l'Œuvre
- 1964 : Zoo de Vercors, mise en scène Jean Deschamps, TNP théâtre de Chaillot
- 1964 : Chat en poche de Georges Feydeau, mise en scène Jean-Laurent Cochet, théâtre Daunou
- 1965 : Danton ou la Mort de la République de Romain Rolland, mise en scène Jean Deschamps, Festival du Marais-Hôtel de Béthune-Sully
- 1966 : La prochaine fois je vous le chanterai de James Saunders, mise en scène Claude Régy, théâtre Antoine
- 1966 : Se trouver de Luigi Pirandello, mise en scène Claude Régy, théâtre Antoine
- 1967 : Rosencrantz et Guildenstern sont morts de Tom Stoppard, mise en scène Claude Régy, théâtre Antoine
- 1967 : L'Anniversaire d'Harold Pinter, mise en scène Claude Régy, théâtre Antoine
- 1968 : ...Et à la fin était le bang de René de Obaldia, mise en scène Marcel Cuvelier, théâtre des Célestins
- 1969 : Les Grosses Têtes de Jean Poiret et Michel Serrault, mise en scène Jean Poiret et René Dupuy, théâtre de l'Athénée
- 1969 : Le Soldat inconnu et sa femme de Peter Ustinov, mise en scène de l'auteur, Théâtre des Ambassadeurs, théâtre des Célestins
- 1970 : Ce soir on improvise de Luigi Pirandello, mise en scène Gérard Vergez, festival d'Avignon
- 1971 : Du côté de chez l’autre d’Alan Ayckbourn, mise scène Jean-Laurent Cochet, Théâtre de la Madeleine, théâtre des Célestins
- 1971 : L'École des femmes de Molière, festival du Marais
- 1973 : La Débauche de Marcel Achard, mise scène Jean Le Poulain, Théâtre de l'Œuvre
- 1974 : Et à la fin était le bang de René de Obaldia, mise en scène Pierre Franck, théâtre de l'Atelier
- 1975-1976 : Les Diablogues de Roland Dubillard, mise en scène Jean Chouquet, théâtre de la Michodière puis théâtre des Célestins
- 1979 : Un habit pour l'hiver de Claude Rich, mise en scène Georges Wilson, théâtre de l'Œuvre
- 1981 : Un habit pour l'hiver de Claude Rich, mise en scène Georges Wilson, théâtre des Célestins
- 1982 : Six heures au plus tard de Marc Perrier, mise en scène Claude Piéplu, théâtre du Lucernaire
- 1986 : L'Homme gris de Marie Laberge, mise en scène Gabriel Garran, MC93 Bobigny, Petit Marigny
- 1988 : L'Extra de Jean Larriaga, mise en scène Jacques Rosny, théâtre Tristan-Bernard
- 1990 : Des promesses, toujours des promesses de Ron Clark et Sam Bobrick, mise en scène Philippe Ogouz, théâtre Tristan-Bernard
- 1990 : Guerre aux asperges de Pierre Louki, mise en scène Daniel Benoin, théâtre La Bruyère
- 1991 : Les caïmans sont des gens comme les autres de Christian Rauth et Pierre Pelot, mise en scène Jean Christian Grinevald, théâtre de la Main d'Or
- 1996-1997 : Petites Fêlures de Claude Bourgeyx CDN de Bordeaux-Aquitaine puis théâtre Le Lucernaire, Paris.
- 2000 : Écrits d'amour de Claude Bourgeyx, festival des jeux du Théâtre, Sarlat
- 2001 : Rendez-vous dans cinquante ans
- 2002 : Petites Fêlures de Claude Bourgeyx, théâtre du Rond-Point

## Filmographie

### Cinéma
- 1948 : D'homme à hommes de Christian-Jaque : figuration
- 1957 : Adorables Démons de Maurice Cloche
- 1958 : Suivez-moi jeune homme de Guy Lefranc
- 1959 : Du rififi chez les femmes d’Alex Joffé
- 1960 : L'Affaire d'une nuit d’Henri Verneuil : le vendeur de Old England
- 1960 : Le Caïd de Bernard Borderie : M. Oxner
- 1960 : La Française et l'Amour, sketch L’adultère d’Henri Verneuil : M. Marsac
- 1961 : La Belle Américaine de Robert Dhéry : maître Fachepot
- 1961 : Un nommé La Rocca de Jean Becker : le directeur de la prison
- 1962 : La Chambre ardente de Julien Duvivier : inspecteur Krauss
- 1962 : Comment réussir en amour de Michel Boisrond : le professeur de danse
- 1962 : Le Diable et les Dix Commandements, sketch Luxurieux point ne sera de Julien Duvivier : un vigile
- 1963 : Le Glaive et la Balance d'André Cayatte
- 1963 : Égypte, Ô Égypte : Un présent du fleuve, court métrage documentaire de Jacques Brissot : narrateur
- 1964 : Faites sauter la banque de Jean Girault : le prêtre
- 1964 : Une souris chez les hommes ou Un drôle de caïd de Jacques Poitrenaud : un inspecteur
- 1964 : Le Gendarme de Saint-Tropez de Jean Girault : M. Boiselier
- 1964 : Cherchez l'idole de Michel Boisrond : lui-même
- 1965 : Les Copains d’Yves Robert : le colonel
- 1965 : Les Pieds dans le plâtre de Jacques Fabbri et Pierre Lary : le baron
- 1966 : La Bourse et la Vie de Jean-Pierre Mocky : M. Bertin
- 1967 : Si j'étais un espion (Breakdown) de Bertrand Blier : M. Monteil
- 1967 : Diaboliquement vôtre de Julien Duvivier : le décorateur
- 1967 : L'Homme à la Buick de Gilles Grangier : le notaire
- 1968 : L'Écume des jours de Charles Belmont : le médecin
- 1968 : La Prisonnière d’Henri-Georges Clouzot : le père de Josée
- 1968 : Le Diable par la queue de Philippe de Broca : M. Patin, le client assidu
- 1969 : Hibernatus d’Édouard Molinaro : le secrétaire général
- 1969 : Clérambard d’Yves Robert : maître Galuchon
- 1970 : Le Pistonné de Claude Berri : le commandant
- 1971 : Le drapeau noir flotte sur la marmite de Michel Audiard : Alexandre Volabruque
- 1971 : La Coqueluche de Christian-Paul Arrighi : le commandant
- 1972 : Jean Vilar, une belle vie, court métrage documentaire de Jacques Rutman : lui-même
- 1972 : Le Charme discret de la bourgeoisie de Luis Buñuel : le colonel
- 1972 : Sex shop de Claude Berri : l'officier
- 1972 : Les Aventures de Rabbi Jacob de Gérard Oury : le commissaire Andréani
- 1973 : Elle court, elle court la banlieue de Gérard Pirès : le directeur de l'usine
- 1973 : Les Noces rouges de Claude Chabrol : Paul Delamare
- 1973 : Défense de savoir de Nadine Trintignant : Descame
- 1973 : Prêtres interdits de Denys de La Patellière : l'abbé Grégoire Ancely
- 1974 : La Gueule de l'emploi de Jacques Rouland : le militaire
- 1974 : Par le sang des autres de Marc Simenon : le préfet
- 1974 : Un nuage entre les dents de Marco Pico : le directeur du journal
- 1974 : Gross Paris de Gilles Grangier : Sam, le résistant anglais
- 1974 : Le fantôme de la liberté de Luis Buñuel : le commissaire de police
- 1974 : La moutarde me monte au nez de Claude Zidi : le docteur Hubert Durois
- 1975 : Section spéciale de Costa-Gavras : Bénon, le président de la section spéciale
- 1975 : C'est dur pour tout le monde de Christian Gion : Marcel
- 1975 : Les Galettes de Pont-Aven de Joël Séria : le pèlerin / le barde breton
- 1975 : La Meilleure Façon de marcher de Claude Miller : le directeur du camp
- 1975 : Le Locataire de Roman Polanski : le voisin râleur
- 1976 : Calmos de Bertrand Blier : un passant, le chef maquisard
- 1976 : L'ordinateur des pompes funèbres de Gérard Pirès : Pierre Tournier
- 1976 : L'apprenti salaud de Michel Deville : maître Étienne Forelon
- 1977 : Dites-lui que je l'aime de Claude Miller : M. Chouin, le concierge
- 1977 : Le mille-pattes fait des claquettes de Jean Girault : le capitaine Leipzig
- 1977 : Et vive la liberté ! de Serge Korber : M. Ladenois
- 1978 : Chaussette surprise de Jean-François Davy : le médecin-chef
- 1978 : Vas-y maman de Nicole de Buron : l'éditeur
- 1978 : Le Pion de Christian Gion : le censeur
- 1978 : Le Sucre de Jacques Rouffio : le président Bérot
- 1978 : Ils sont grands, ces petits de Joël Santoni : Arthur Palanque
- 1980 : Le Roi et l'Oiseau (dessin animé) de Paul Grimault : le maire du palais
- 1984 : Marie la nuit, court métrage de Jean-Claude Tourneur
- 1986 : La Galette du roi de Jean-Michel Ribes : Lionel Costerman
- 1986 : Beau temps mais orageux en fin de journée de Gérard Frot-Coutaz : Jacques
- 1986 : Le Paltoquet de Michel Deville : le professeur
- 1989 : Suivez cet avion de Patrice Ambard : le commissaire Ascar
- 1989 : Après après-demain de Gérard Frot-Coutaz : Alex
- 1993 : D 14 (court métrage) de Frédéric Blasco
- 1994 : Les Faussaires de Frédéric Blum : M. Ryckmans
- 1994 : Casque bleu de Gérard Jugnot : Pierre, le mari de Gisèle
- 1994 : La Vienne dynamique d'Olivier Chavarot : le passager du train - attraction pour le parc du Futuroscope
- 1996 : Fallait pas ! de Gérard Jugnot : le faux père de Bernard
- 1997 : Les Paradoxes de Buñuel, documentaire de Jorge Amat : lui-même
- 1997 : Chapeau bas, court-métrage d'Hervé Lozac'h : M. Julien
- 1999 : Astérix et Obélix contre César de Claude Zidi : Panoramix

### Télévision
- 1953 : Le mal de Marie d'Albert Riera
- 1958 : Misère et Noblesse d'Eduardo Scarpetta, réalisation Marcel Bluwal
- 1959 : Le Bon Numéro de Marcel Cravenne
- 1960 : Le théâtre de la jeunesse : Le Prince et le Pauvre de Mark Twain, réalisation Marcel Cravenne
- 1961 : Le Théâtre de la jeunesse : Don Quichotte de Marcel Cravenne
- 1961 : Les Mystères de Paris de Marcel Cravenne : Bras-Rouge
- 1962 : Le Temps des copains de Robert Guez
- 1962 : Le Théâtre de la jeunesse : Gargantua de Pierre Badel : Panocratès
- 1963 : L'Enfance de Thomas Edison de Jean-Christophe Averty
- 1963 : Le Théâtre de la jeunesse : Jean Valjean d'après Les Misérables de Victor Hugo, réalisation Alain Boudet : Thénardier
- 1963 : Siegfried de Marcel Cravenne
- 1963 : Le Temps des copains de Robert Guez
- 1963 : Une lettre perdue de Jean Prat
- 1964 : Le Théâtre de la jeunesse : Les Aventures de David Balfour d'Alain Boudet
- 1964 : Le Théâtre de la jeunesse : Le Matelot de nulle part de Marcel Cravenne : Benjamin Franklin
- 1964 : Le Théâtre de la jeunesse : La Sœur de Gribouille d'Yves-André Hubert : Michel et Tartolino
- 1964 : Pas question le samedi d'Alex Joffé : M. Cohen
- 1965 : L'Affaire Caumartin Sirey de Marcel Cravenne
- 1965 : Les Boulingrins de François Gir
- 1965 : En votre âme et conscience, épisode : La canne à épée de Marcel Cravenne
- 1966 : La Mort de Sidonie Martens de Jacques-Gérard Cornu
- 1966 : La Surprise de l'amour de Robert Crible
- 1966 : En votre âme et conscience, épisode : La Mort de Sidonie Mertens de Marcel Cravenne
- 1967 : La guerre de Troie n'aura pas lieu de Marcel Cravenne
- 1968 : Le Théâtre de la jeunesse : Ambroise Paré : Les Défaites d'Éric Le Hung : maître Goupil
- 1969 : Agence Intérim, épisode Quiproquo de Marcel Moussy et Pierre Neurisse : M. Dubois
- 1969 : Candide de Claude Santelli
- 1969 : Que ferait donc Faber ?, série en huit épisodes de Dolorès Grassian : le représentant de farces et attrapes
- 1970 : Les Fiancés de Loches de Pierre Badel
- 1970 : Au théâtre ce soir : Les Joyeuses Commères de Windsor de William Shakespeare, mise en scène Jacques Fabbri, réalisation Pierre Sabbagh, théâtre Marigny : Ford
- 1971 : Au théâtre ce soir : Misère et Noblesse d'Eduardo Scarpetta, mise en scène Jacques Fabbri, réalisation Pierre Sabbagh, théâtre Marigny : Octave
- 1972 : La Fin et les Moyens de Paul Paviot : Étienne Varzy
- 1973 : L'Homme assis de Jean-Marie Périer : l'homme assis
- 1975 : Les Boulingrins de Jeannette Hubert : M. des Rillettes
- 1975 : Poiret est à vous, documentaire d'André Flédérick : lui-même
- 1977 : Les Folies-Offenbach de Michel Boisrond : Hippolyte de Villemessant
- 1978 : Les Diablogues de Jeannette Hubert
- 1978 : Le Rabat-joie de Jean Larriaga : Louis Dupon
- 1980 : Chère Olga de Philippe Condroyer : Claude
- 1980 : Chouette, chien, chat...show de Jacques Samyn : la chouette-hibou
- 1980 : La Leçon de Eugène Ionesco, réalisation Jeannette Hubert
- 1980 : À bout portant : Claude Piéplu, documentaire de Roger Sciandra : lui-même
- 1981 : La Bataille navale de Jean-Michel Ribes
- 1981 : L'Oiseau bleu de Gabriel Axel : le grand-père
- 1981 : Histoire contemporaine, épisode L’Orme du mail de Michel Boisrond : M. Bergeret
- 1981 : Histoire contemporaine, épisode Le Mannequin d'osier de Michel Boisrond : M. Bergeret
- 1981 : Histoire contemporaine, épisode L'Anneau d'améthyste de Michel Boisrond : M. Bergeret
- 1981 : Histoire contemporaine, épisode Monsieur Bergeret à Paris de Michel Boisrond : M. Bergeret
- 1982 : Merci Bernard de Jean-Michel Ribes : diverses compositions
- 1982 : La guerre de Troie n'aura pas lieu de Raymond Rouleau : Deniokos
- 1982 : Un habit pour l'hiver de Georges Wilson : Samuel
- 1984 : Parlons Français de Jeannette Hubert
- 1984 : Allô Béatrice, épisode Charmant Week-end de Jacques Besnard : De Fénix
- 1985 : Six heures, au plus tard de Michel Boisrond : le vieil original
- 1988 : Un coupable de Roger Hanin : M. Fiore
- 1988 : Palace de Jean-Michel Ribes : M. Landreau, l'« homme aux clés d'or »
- 1990 : Un film sur Georges Pérec : Te souviens-tu de Gaspard Winckler, documentaire de Catherine Binet : récitant
- 1991 : Années de plumes, années de plomb de Nicolas Ribowski : M. Grousset
- 1994 : Le Silence du cœur de Pierre Atkine : Henri Weber
- 1994 : Maigret, épisode Cécile est morte de Denys de La Patellière : Charles Dandurant
- 1994 : Le Groom de Marc Simenon
- 1995 : Un siècle d'écrivains : Henri Michaux d'Alain Jaubert : narrateur
- 1995 : Le Voyage de Pénélope de Patrick Volson : Gaspard
- 1996 : Un amour impossible de Patrick Volson : M. Banderrat
- 1996 : Les Sciences naturelles impertinentes de Jean-Louis Fournier
- 1997 : Entre terre et mer d'Hervé Baslé : M. Louvet, l'armateur

## Doublage

### Cinéma d'animation
- 1941 : Dumbo : narrateur (2e doublage)
- 1980 : Le Roi et l'Oiseau : le Maire du Palais
- 1982 : Le Sang, court-métrage de Jacques Rouxel
- 2000 : Chicken Run de Nick Park et Peter Lord : Isidore Poulard, le coq vétéran (2e doublage)

### Séries télévisées
- 1968 : Les Shadoks de Jacques Rouxel (saison BU, « La Préhistoire ») : le narrateur
- 1969 : Les Shadoks de Jacques Rouxel (saison ZO, « Le Grand Déménagement de la Terre ») : le narrateur
- 1972-1973 : Les Shadoks de Jacques Rouxel (saison MEU, « Les Shadoks pompent toujours ») : le narrateur
- 1981-1983 : Voyage en électricité, série animée française de 26 épisodes produite par Jacques Rouxel : le narrateur
- 1986 : Les Mastics de Jacques Rouxel : le narrateur
- 2000 : Les Shadoks et le Big Blank (saison BU-GA) de Laurent Bounoure et Jacques Rouxel : le narrateur

### Jeux vidéo
- 1994 : Woodruff et le Schnibble d'Azimuth (jeu PC) : le narrateur / professeur Azimuth[réf. nécessaire]
- 1995 : Dr. Brain a perdu la tête (jeu PC) : le professeur Brain / Rature[réf. nécessaire]

### Bande-annonce
- 1973 : Les Valseuses

### À Radio France
- 1973 : Le Général inconnu de René de Obaldia[9]
- 1982 : Un amour de Swann d'après Marcel Proust : voie parlée (Brichot)[10]
- 1995 : Petites fêlures de Claude Bourgeyx[11]

## Discographie
- 1961 : Tintin : Le Sceptre d'Ottokar, rôle du professeur Halambique
- 1990 : Zazie dans le métro, rôle de Raymond Queneau dans l'adaptation théâtrale d'Evelyne Levasseur, productions Jacques Canetti.
- 1999 : Le Carnaval des animaux, texte de Francis Blanche, musique de Camille Saint-Saëns
- 1999 : Mémoires d'un âne, texte de la comtesse de Ségur, musique de Paul Ladmirault

Le Carnaval des animaux et Mémoires d'un âne ont paru en CD chez Arion (ARN 68496) en 1999 et ont obtenu un Diapason d'or.

## Publications
- Jean-Pierre Pelaez (préface de Claude Piéplu), Les explorateurs, éditions Cadex, 1988
- Claude Piéplu, L'abécédaire de Claude Piéplu, lithographies originales de Françoise Pétrovitch, éditions Archimbaud, 1993
- Jacques Rouxel (préface de Claude Piéplu), Les Shadocks, Éditions Circonflexe, 1994
- Claude Piéplu, Il faut croire aux éléphants blancs, éditions Ramsay, 1998
- Cirque plume (préface de Claude Piéplu), illustrations de Yves Perton, postface de Jacques Livchine, éditions Caracter's, 1998
- Claude Piéplu et Gérard Lemarié, Qu'en est-il du comique ?, éditions Mallard, 1999
- Claude Bourgeyx (préface de Claude Piéplu), Les Petites Fêlures suivi de Mademoiselle Werner, éditions Le Castor Astral, 2002
- Jean-Paul Dupuy (préface de Claude Piéplu), Abécédaire raisonné des Shadoks, illustrations de Jacques Rouxel, éditions Nicolas Philippe, 2003
- Claude Piéplu et Daniel Pennac, Merci, éditions Gallimard jeunesse, 2004.

## Distinctions

### Décoration
- Chevalier de la Légion d'honneur
- Officier de l'ordre national du Mérite[12]
- Commandeur de l'ordre des Arts et des Lettres

### Nomination
- César 1987 : nomination au César du meilleur acteur dans un second rôle pour Le Paltoquet